# USDM (自動車)

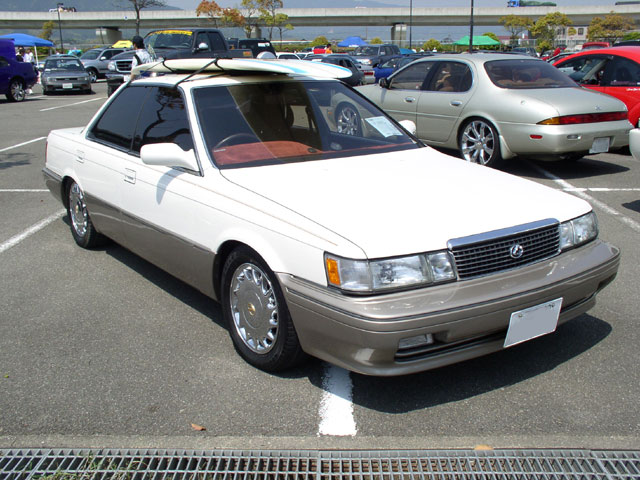
トヨタ・カムリプロミネント (レクサス・ES250仕様)

USDM（United States domestic market 又の名をユーエスディーエム）とは、アメリカ市場（アメリカ国内市場）のこと。特に米国向けに設計、あるいは対米輸出時に仕様変更された自動車車体やアメリカで流通している自動車関連製品、米国メーカーにて製造された製品に対して用いられる。
また、上記が転じて、おもに自動車などでアメリカで流通しているパーツを用いて、車両をカスタムする手法・あるいはジャンルの呼称としても使用される。本稿ではこちらについて記述する。

## 定義・概要
言葉の持つ意味通り、すなわちアメリカ市場において流通しているパーツを用いて車両をカスタムする手法、または並行輸入車を用い、アメリカの車文化を再現するのがUSDMとされている。カスタムとしてのUSDMを行う場合、ベースとなる車両の国籍、形状は問わず、アメリカ市場にて正規に流通・販売されている車種が対象となる。
広義においてアメリカに出回っている車両に対して、そこで流通しているパーツや手法を用いたカスタム全般（スポーツコンパクト、ラグジュアリー、ユーロ、ローライダー、トラッキン等）についてを指しており、それぞれのカスタムを包括、あるいはそのカスタムの中での定義付けのひとつの呼称として用いられる。
狭義においては日本国内で流通・販売されている車両を、自動車メーカーのアメリカ純正部品を用いてアメリカ仕様に改造することを指す。この場合は日本車に限らずアジア車・欧州車はもちろん、正規代理店により輸入され日本仕様に変更されたアメリカ車（JDMの対語としてはまさにこれである）も対象となる。日本国内においては主に狭義の意味で用いられることが多いが、総じて言えるのはアメリカ志向に振ったカスタムであるということである。
日本国内に流通している車両は、当然のことながら国内法規に則った仕様となっており、アメリカに流通している車両も当然現地の法規に則った仕様となっている。これにより日本、アメリカ双方に同じ車として流通している車種でも、その外観はそれぞれの法規に準拠しているため大きく異なる場合が多い（例として少し前の法規が変わる以前の車では前後バンパーの大きさが日本仕様に比べて大きい、灯火類が日本仕様とは異なっている、など）。また、日本とアメリカとではブランド名や車名が異なっていたり、グレード展開が異なっている場合もあり、そのコンセプトの違いにより各部デザインが大きく異なっている場合もある。それらの差異を埋め、現地仕様に近づけていくことがこのカスタムの醍醐味となっている。
自動車を場合によっては大きく改造する(例えばE110/120系トヨタ・カローラは国内仕様とアメリカ仕様では内外装が全く異なる。)割に派手さは少なくシンプルにまとまる傾向が多く（たとえ大改造をもってしてアメリカ純正仕様に変更したとしても、普通の人からすれば日本純正と大して変わらないように見える）、また部品の入手難度が高い場合が多く収集の趣きが強い。そのためにカスタムの手法としては幅広い年代に支持されている。

## ジャンルとしての生い立ち
日本国内において、アメリカ向け部品を用いてカスタムする手法がいつ頃から行われるようになったかは定かではないが、いくつかのルーツがあるといわれる。
まずカスタムカーの世界においては、1970年代にピックアップ、ミニトラックを改造するいわゆるトラッキンと呼ばれるカスタムにおいて、当時において従来とは異なる手法としてアメリカ向け部品を外装に使用するカスタムが行われていた。1980年代後半に、ローライダーカスタムの手法として、日本国内仕様車をベースにする場合において、現地らしさを演出する補助的な手法として徐々に定着してゆき、更に外装やオーディオ、セキュリティ等をアメリカ流通品を用いて改造することに重点がおかれるようになった。
その後のスポーツコンパクトブームの頃にカスタムの手法として広く認知されたといわれている。これと同時期にラグジュアリーカスタムが普及しだしており、それ以前より普及していたローライダーやトラッキンとあわせてアメリカ志向の手法そのものがカスタムの共通のくくりとして考えられるようになった。
2001年に映画「ワイルド・スピード」が公開され、スポーツコンパクトが一躍ブームとなると、それまでのスポーツコンパクトカスタムの手法とは変化が生じ、アメリカを意識しないカスタムが横行した。以前よりスポーツコンパクトカスタムを行っていた一部の面々においては、これらと同一視されることを嫌い、アメリカを意識しているカスタム、すなわちUSDMという呼称を用いるようになったといわれる（これはあくまでもスポーツコンパクトの分野に限った話であり、それ以外でも1990年代のローライダーブームなどにおいて類似したことは起こっていたため、本来はこの限りではない）。
またこの流れとは別に1990年代前半頃から、特に一部の地域において「映画で見た」や「旅行などで現地に赴いた」などでアメリカ文化に触れ、日本においても現地の雰囲気を再現すべくアメリカ部品を用いて自動車をカスタムすることが行われていた。特にこれらはミニトラックをカスタムしていた人々の足車を出発点としている。
そのほか旧来よりさまざまな自動車オーナーのクラブミーティングなどにおいて、外装、灯火の一部を海外仕様に部品を交換する手法が行われていたが、それは他オーナーの同一車両と差別化を図るためであり、アメリカの車文化を再現するというUSDMの概念とは異なる。
現在ではこれらの流れが集約され、USDMというカスタムの一ジャンルを形成している。

## 主な改造方法
USDMでカスタムを行う際には、アメリカで販売されている内外装の純正部品を用いて、アメリカにて販売されている純正スタイルに変更するほか、アメリカでのライフスタイルを考慮してオーディオやホイール、チューンアップパーツなどの社外品、車内アクセサリーなどの小物類に至るまでアメリカ流通品を使用する。
代表的な改造点は以下の通りである。
- 外装パーツの変更
  - 前後バンパーをUS仕様のものに交換
  - サイドバイザーの撤去（USDMにおいて制作する車が使用されていると設定する地域の多くはカリフォルニアやハワイであり、これらの地域では装着していない場合が多い）
  - エンブレム類・車名、グレード名　ステッカーの交換
  - コーションラベルをUS仕様のものに交換、または追加
  - サイドモールをUS仕様のものに交換、または追加
  - アンテナ位置の移動（法規が右側通行と左側通行とで異なるためアンテナの位置も異なる場合が多い）
  - ドアミラーの変更（US仕様は右ミラーに注意書きが記載され、平面鏡になる。また右ミラー自体がない場合もある。日本仕様は可倒式だがUS仕様は非可倒もある）
  - フェンダーウインカーを撤去し穴を板金で埋める、またはフェンダー交換（SUVはサイドアンダーミラーを撤去する）
  - サンルーフの追加工（アメリカでは気候の違いによりサンルーフ装着車の比率が高い）
  - US仕様にのみ設定されている純正色に全塗装
  - 背面タイヤの撤去（主にSUV）
  - DRL（デイタイム・ランニング・ランプ）の装着（90年代以降、アメリカでは標準装備されている車種が多い）
- 灯火類の変更
  - 点灯方式を含めた灯火類の変更（右側通行向け光軸、フロントウインカーは増減式が多い。リヤのウインカーが赤色等）
  - 前後サイドマーカーの追加、またはUS仕様に交換
  - 車種によっては灯火類の形状自体が異なり、顔面スワップやリアクォーターパネル張替えなどの大規模なボディーワークを伴う必要も発生する。(前者の例としては日産・240SX S13 2ドア(シルビアからワンビアへ)やトヨタ・セリカノッチバック T160(コロナクーペ)及びT200(カレン)、後者の例としてはトヨタ・カローラE110以降など)
- 内装・室内電装品の変更
  - サンバイザーの変更（英語表記のコーションラベルの他、一定方向に長距離を走るため、エクステンションが付いている場合もある）
  - メーターの交換（マイル表示、英語表記等）
  - オーディオヘッドユニットの交換（ラジオの周波数が異なる等）
  - カーナビゲーションシステムの撤去または交換

USDMでカスタムを行う上でのポイントは、どこまで現地仕様に近づけるかだけではなく、如何にもアメリカの一般道を普通に走っているような、使用してる人種を想定したり、あるいは小物類やルートビア等の空き缶、アメリカの音楽を車内で流す、アメリカ人と同じ服装をする、などを用いて現地の生活感を匂わせるような包括的な演出が基本である。このことから必ずしもただ部品を交換しただけのUS純正状態や、車両をアメリカから輸入しただけでこの分野の愛好家に賛美されるわけではなく、自動車をカスタムする方向性などを含めたトータルでの演出が重要視される傾向にある。また、オーナーは、夕方早めのサイドマーカー点灯および雨天時のヘッドライト点灯など、アメリカでの使われ方に近づけて運転をしている人も多い。

## 備考
USDMを楽しむオーナーたちはアメリカ文化の一部を生活に取り込んでいる（例えば音楽、ファッションなど）。これは、車のカスタムだけに限らずその生活スタイルにおいても現地の文化をトータルで楽しもうという気概が基本であるためである。
またUSDMでのカスタムでは、北米の自動車純正部品や灯火類の点灯方法が日本国内法規に合致しておらず車検には通らない。
例えば、ヘッドライトの光軸、非可倒式ミラー、増減式のフロントウインカー、赤いリアウインカー、サイドウインカーなし、などである。